# Karl Eduard Vehse
Karl Eduard Vehse, född den 18 december 1802 i Freiberg (Sachsen), död den 18 juni 1870 nära Dresden, var en tysk historiker.
Vehse fick 1825 efter en tids studier i Leipzig och Göttingen anställning vid statsarkivet i Dresden, men följde 1839 separatisten Martin Stephan till Amerika, varifrån han återkom redan följande år, och var sedermera bosatt än här, än där i och utom Tyskland. Mot slutet av sitt liv var han nästan blind. Hans främsta arbete är Geschichte der deutschen Höfe seit der Reformation (48 band, 1851–1858), ett kritiklöst verk, med dragning åt det skandalösa. I Preussen dömdes författaren till ett halvt års fängelse och förvisning för vissa ogrannlaga uppgifter.